# Agustín Canobbio
Agustín Canobbio, vollständiger Name Agustín Canobbio Graviz, (* 1. Oktober 1998 in Montevideo) ist ein uruguayischer Fußballspieler.

## Karriere

### Verein
Der 1,75 Meter große Mittelfeld- bzw. Offensivakteur Canobbio spielte seit 2011 für die Nachwuchsmannschaften von Centro Atlético Fénix. Bei den Montevideanern debütierte er am 30. August 2016 in der Primera División, als er von Trainer Rosario Martínez am 1. Spieltag der Spielzeit 2016 bei der 0:1-Heimniederlage gegen den Club Atlético Cerro in der 85. Spielminute für Lucas López eingewechselt wurde. Während der Saison 2016 kam er 14-mal (kein Tor) in der Liga zum Einsatz. Im Januar 2018 wechselte Canobbio zu Peñarol Montevideo. Mit dem Klub konnte der Spieler in dem Jahr die Primera División 2018 und die Supercopa Uruguaya gewinnen. Zur Saison 2020 kehrte Canobbio zu Fenix zurück. Bereits zur folgenden Meisterschaft 2021 ging wiederum zu Peñarol zurück. Hier konnte er den Erfolg seiner ersten Spielzeit mit dem Klub wiederholen und die Primera División 2021 gewinnen. Nach Beendigung der Saison wurde sein Kontrakt um ein weiteres Jahr verlängert. Dieser enthielt eine Klausel, nach der er ohne Ablöse in Ausland wechseln kann. Ende März 2022 wechselte Canobbio nach Brasilien, wo er einen Fünfjahresvertrag bei Athletico Paranaense unterzeichnete.
Im Januar 2025 gab der Fluminense FC aus Rio de Janeiro die Verpflichtung des Stürmers bekannt, der für vier Jahre unterschrieb.

### Nationalmannschaft
Canobbio gehörte 2014 einer Vorauswahl der uruguayischen U-17-Nationalmannschaft an.
2017 wurde Canobbio zur Austragung der U-20-Fußball-Südamerikameisterschaft 2017 berufen. Im Zuge des Turniers, welches Uruguay gewinnen konnte, kam er zu acht von neun möglichen Einsätzen (kein Tor).
Am 7. Januar 2022 erfolgte die Berufung in einen 50-köpfigen Kader für Qualifikationsspiele zur Fußball-Weltmeisterschaft 2022 gegen Paraguay am 27. Januar und Venezuela am 1. Februar. Beim Auswärtsspiel gegen Paraguay gab er dann in der 70. Minute des Spiels sein Debüt, als er für Facundo Pellistri eingewechselt wurde.

## Trivia
Canobbios Vater Osvaldo Canobbio war ebenfalls uruguayischer Fußballnationalspieler.

## Erfolge
U-20 Nationalmannschaft
- U-20-Fußball-Südamerikameisterschaft: 2017

Peñarol
- Primera División: 2018, 2021
- Supercopa Uruguaya: 2018